# Yucca
Yucca (botanische naam) of palmlelie is een geslacht succulente, meerjarige planten, die van nature voorkomen in Amerika. Daarnaast wordt het woord "yucca" ook gebruikt om een plant uit dit geslacht aan te duiden.
Het geslacht bestaat uit een veertigtal soorten: het formaat wisselt van kleine struiken tot bomen. De soorten komen allen van nature voor in warme en droge gebieden in Noord-Amerika, Zuid-Amerika en het Caribisch gebied. De planten hebben in het algemeen dikke, leerachtige bladeren eindigend in een scherpe punt. De bloemen zijn meestal wit. Een bekende soort is de Yucca brevifolia uit het westen van de Verenigde Staten, ook wel Joshua Tree genoemd.
Yucca's worden vaak gekweekt als tuin- of sierplant. Yuccasoorten worden soms verward met de niet-verwante cassave (maniok) die gekweekt wordt omwille van eetbare delen en die in het Spaans yuca genoemd wordt.

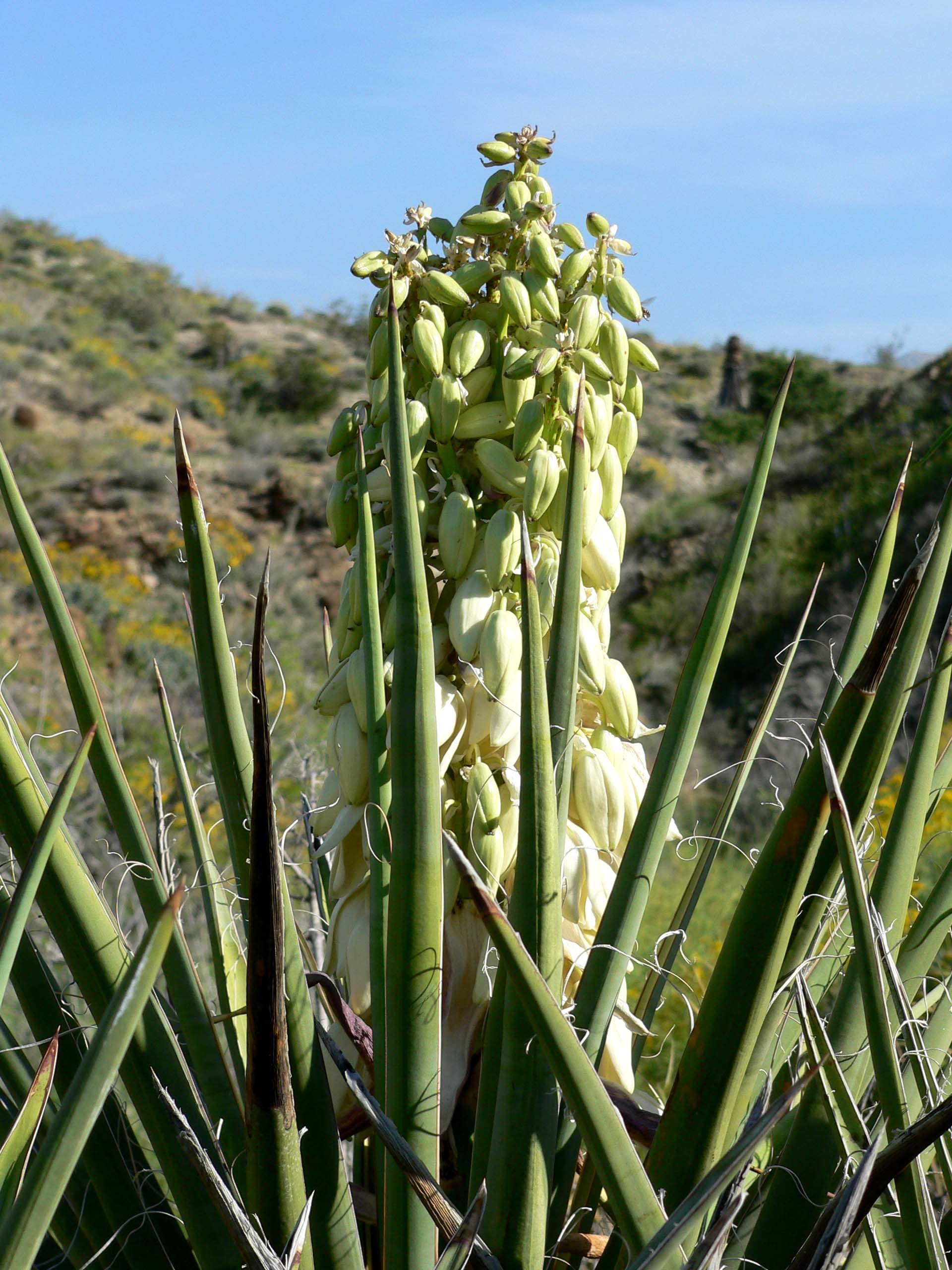
Yucca schidigera
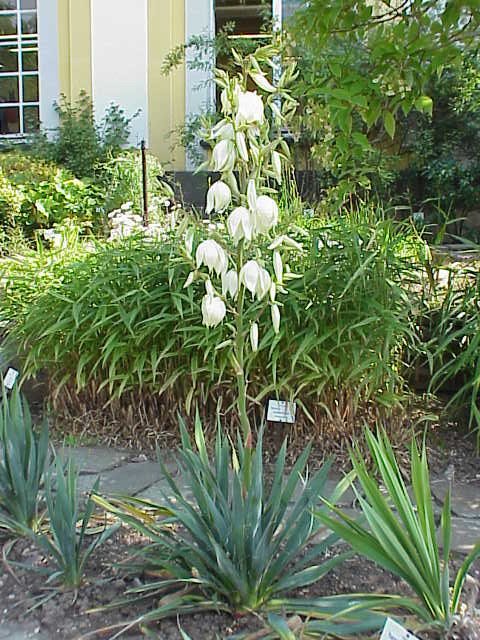
Yucca filamentosa
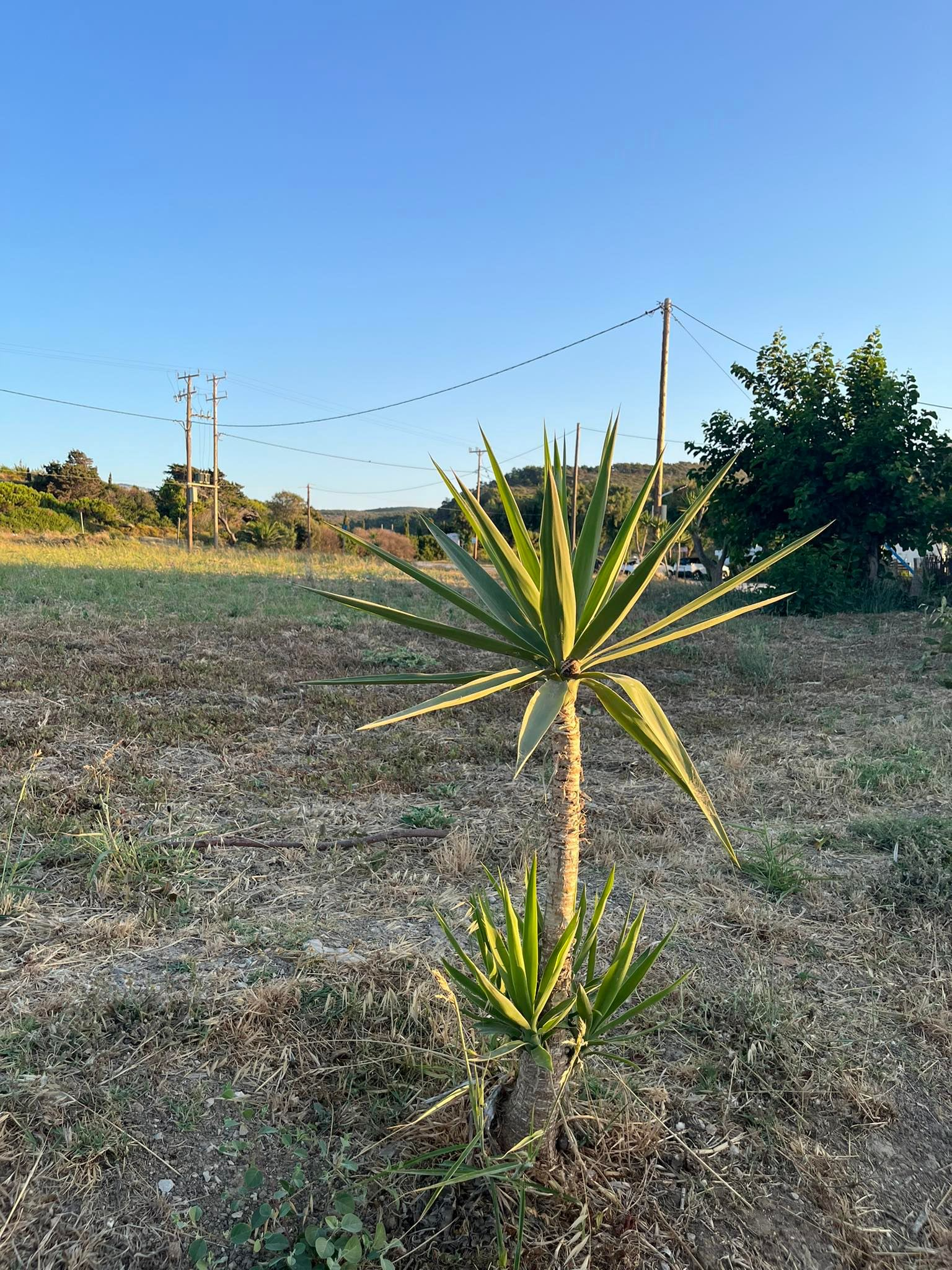
Yucca gigantea
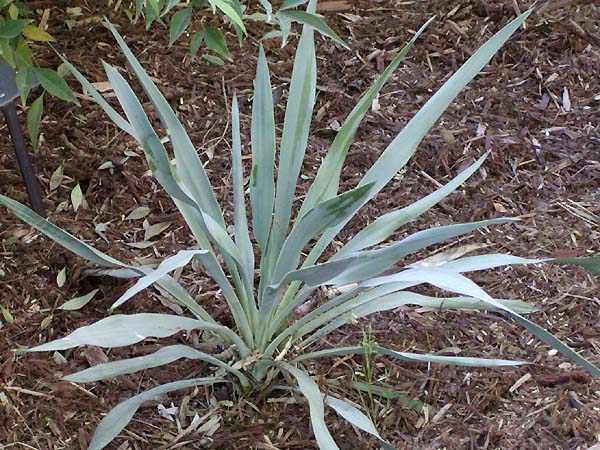
Yucca pallida
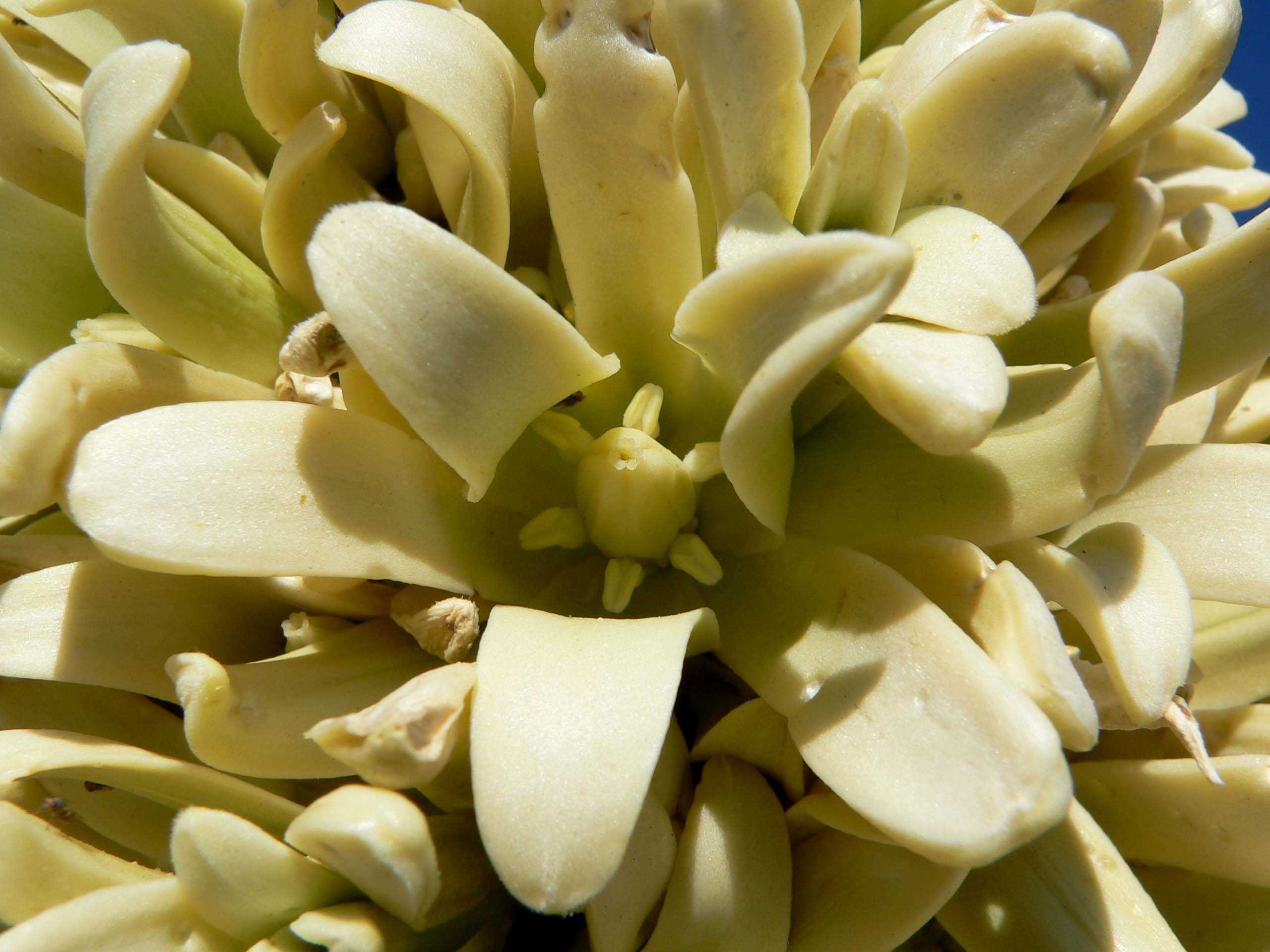
Yucca brevifolia bloemen